# زي سواريز
زي سواريز (بالبرتغالية: José Soares da Silva Filho) (27 يوليو 1983 في البرازيل - ) هو لاعب كرة قدم برازيلي في مركز الهجوم. لعب مع ليفسكي صوفيا وميتالورغ دونيتسك ونادي بالميراس ونادي ريمو ونادي ساو بينتو الرياضي ونادي اتلتيكو سوروكابا.

## وصلات خارجية
- زي سواريز على موقع اتحاد أوكرانيا (الإنجليزية)
- زي سواريز على موقع قاعدة بيانات كرة القدم.إي يو (الإنجليزية)
- زي سواريز على موقع Soccerway.com (الإنجليزية)
- زي سواريز على موقع عالم كرة القدم.نت (الإنجليزية)